# Преадамізм

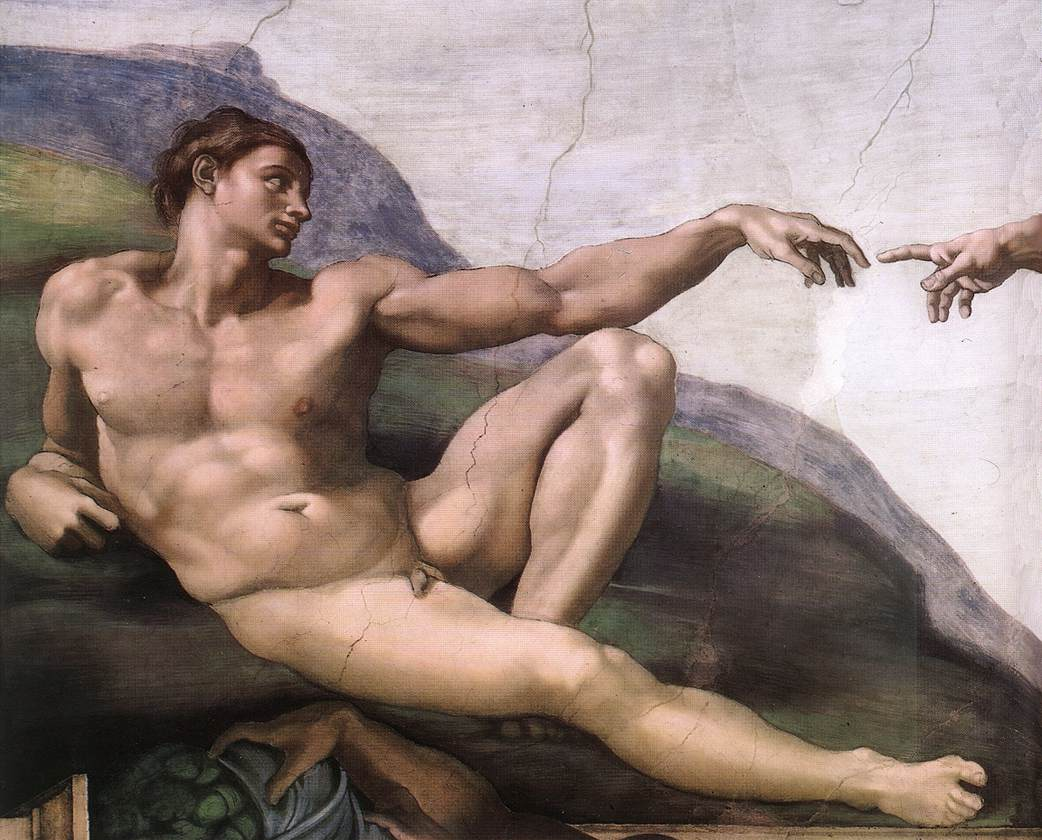
Фреска Створення Адама в Сікстинській капелі

Доадамітська гіпотеза або преадамізм — теологічна гіпотеза про те, що люди (або розумні нелюдські істоти) існували до біблійного персонажа Адама. Преадамізм відрізняється від загальноприйнятої авраамічної віри в те, що Адам був першою людиною. Термін «Преадаміт» використовується як для тих людей (або людиноподібних тварин), які, як вважають, існували до Адама, так і для віруючих або прихильників цієї гіпотези.

## Ранній період
Перша відома дискусія про давнину людини відбулася в 170 році нашої ери між християнином Теофілом Антіохійським і єгипетським язичником Аполлонієм Єгиптянином (імовірно Аполлонієм Дисколом), який стверджував, що світу 153 075 років. 
Раннім, політично мотивованим представником цієї гіпотези був римський імператор Юліан (331–363). Він вважав, що історія людства почалася не з одного, а з цілої низки корінних народів, які стояли на початку творіння. Підґрунтям його позиції було відкидання християнства і бажання соціального повернення язичницьких вірувань. Його вірування пізніше назвали коадамізмом або множинним адамізмом.
«Про місто Боже» Августина Гіппонського містить два розділи, які вказують на суперечку між християнами та язичниками щодо походження людини: книга XII, розділ 10 має назву «Про брехливість історії, яка у світі тривала багато тисяч років», а у книзі XVIII., розділ 40 писав — це огидна брехня єгиптян, щоб стверджувати, що їхній мудрості 100 000 років. Ці назви, як правило, вказують на те, що Августин вважав язичницькі ідеї, що стосуються як історії світу, так і хронології людського роду, несумісними з оповіддю про створення в Біблії. Пояснення Августина погоджувалося з більшістю рабинів і отцями церкви, які загалом відкидали погляди на давність світу як «міфи та байки», тоді як твердження юдеїв і християн ґрунтувалися на «відкритій правді». 

## 900—1700 роки
У ранньому ісламі вважалось, що людство насправді є спадкоємцем інших розумних створінь, таких як джини та гінни. Хоча уявлення про джинів як проадамітів було загальновизнаним, ідея про те, що інші люди жили до відомого Адама, була суперечливою. З середини дев'ятого століття з'явилася думка, що бог створив кількох Адамів, кожен з яких керує епохою, яка тривала приблизно 50 000 років. Ця концепція вважалася єретичною, але була широко прийнята ісмаїлітами та деякими суфіями.
Книга під назвою «Набатейське сільське господарство», написана або перекладена Ібн Вахшією в 904 році, зібрала тексти про діяльність і вірування арабських груп, таких як набатеї. У книзі обговорювалися ідеї про те, що люди жили до Адама, що він мав батьків і що він походив з Індії. У ній припускалося, що Адам був батьком аграрної цивілізації, а не батьком усього людського роду.
Єврейський поет Єгуда Галеві написав трактат «Кітаб аль-Хазарі» між 1130 і 1140 роками. У ньому містилася дискусія, в якій хозарський каган ставив запитання трьом богословам (єврейському рабину, християнину та мусульманину), щоб дізнатися, яка є істинною релігією. Він казав, що люди в Індії мають будівлі та старожитності, яким мільйони років. Рабин відповів, що його віра непохитна, оскільки індійцям не вистачало «сталої форми релігії або книги, щодо якої багато людей дотримувались однакової думки, і в якій не було б знайти жодних історичних розбіжностей». Рабин відкидав індійців як розпусних, ненадійних людей, на претензії яких можна не звертати уваги. Далі в книзі Галеві відкинув твердження набатеїв, оскільки ці люди не знали про одкровення в Святому Письмі, і він відкинув грецькі теорії про вічний світ. У своєму висновку Галеві стверджував, що Адам був першою людиною в цьому світі, але залишав відкритими інші можливості: «Якщо, зрештою, віруючий у Закон виявиться змушеним визнати вічну матерію та існування багатьох світів до цього, це не зашкодило б його вірі в те, що цей світ був створений у певну епоху, і що Адам і Ной були першими людьми».
Твердження у Набатейському сільському господарстві також заперечувалися Маймонідом (1135—1204) у «Путівнику для спантеличених». Він приписував ці концепції сабіям і сказав, що це лише легенди та міфологія, яка відхиляється від монотеїзму, хоча й спирається на єврейські джерела, але, спростовуючи припущення, він поширив нарис ідей серед інших вчених:  «Вони вважають Адама людиною, народженою чоловіком і жінкою, як і будь-яку іншу людину, але вони прославляють його і кажуть, що він був пророком, посланцем місяця, який закликав людей поклонятися місяцю. І є компіляції про те, як обробляти землю». Він звернув увагу на те, що Адам прибув з Індії і пішов до Вавилону.   
Наявність віри в існування людей до Адама серед фамілістів, релігійної громади у Фрисландії, відзначив Джон Роджерс у 1578 році.
У 1591 році Джордано Бруно стверджував, що, оскільки ніхто не міг уявити, що євреї та ефіопи мали однакове походження, Бог мав або створити окремих Адамів, або африканці були нащадками доадамових рас.
Французькому міллєнаристу XVII століття Ісааку Ла Пейрере зазвичай приписують формулювання доадамітської теорії через його вплив на наступних мислителів і течії. У своїй праці Prae-Adamitae, опублікованій латинською мовою у 1655 році, Ла Пейрере стверджував, що слова Павла у Посланні до римлян 5:12-14 слід тлумачити так, що «якщо Адам згрішив у морально значущому сенсі, мав існувати Адамів закон, згідно з яким він згрішив. Якщо закон почався з Адама, то до Адама повинен був існувати беззаконний світ, у якому були люди».  Таким чином, на думку Ла Пейрере, мало бути два творіння; спочатку створення язичників, а потім створення Адама, який був батьком євреїв. Ла Пейрере стверджував, що існування доадамітів пояснює взяття Каїном дружини та будівництво міста після вбивства Авеля в Книзі Буття.   

## Епоха Просвітництва
В епоху Просвітництва преадамізм широко сприймався як виклик біблійній розповіді про походження людини. У 19 столітті цю ідею вітали прихильники переваги білої раси. Деякі доадамітські теоретики дотримувалися думки, що Каїн залишив свою сім'ю заради нижчого племені, або що Каїн взяв дружину з одного з нижчих доадамічних народів. 

## 1800–тепер

### Расистський преадамізм
У Європі 19-го століття преадамізм був привабливим для тих, хто мав намір продемонструвати меншовартість незахідних народів, а в Сполучених Штатах він приваблював тих, хто був налаштований на расові теорії, яким було непривабливо міркувати про спільну історію з кольоровими людьми.
Такі вчені, як Чарльз Колдуелл, Джосія С. Нотт і Семюел Г. Мортон, відкидали думку про те, що небілі були нащадками Адама. Мортон поєднав преадамізм із вимірюваннями черепа.
У 1860 році Ізабель Дункан написала трактат «Доадамітська людина, або історія нашої старої планети та її мешканців, розказана Святим Письмом і наукою» — суміш геології та тлумачення Святого Письма. Книга була популярна серед багатьох геологів, оскільки в ній змішувалися біблійні події з наукою. Вона припустила, що доадамітами були ангели.   Вони жили на Землі, доки Адам не згрішив проти Бога. Тоді вони були піднесені на небеса. Дункан також вірив, що деякі ангели згрішили і впали з небес, через що вони стали демонами. Дункан вірив, що таке потрясіння залишило геологічні шрами на землі. Концепція льодовикових періодів, започаткована Луїсом Агассізом, здавалося, надає докази таких подій, проводячи межу між доадамовою ерою та сучасною, яка, за його словами, почалася приблизно 6000 років тому.
У 1867 році Бакнер Пейн, який писав під псевдонімом Арієль, опублікував памфлет під назвою «Негр: який його етнологічний статус?». Він наполягав на тому, що всі сини Ноя були білими. Відповідно до його гіпотези, якби Потоп був всесвітнім, єдині, хто вижив після нього, мали б бути білими, то чому на Землі жили небілі люди? Щоб відповісти на це питання, Пейн припустив, що «негр» — це доадамічний польовий звір (зокрема, вищий ряд мавп), який зберігся на Ноєвому ковчезі . За словами Пейна, преадаміти були окремим бездушним видом.   
Ірландський юрист Домінік МакКосленд, біблійний букваліст і полеміст-антидарвініст, підтримував цю теорію, щоб підтримати Мойсеєву шкалу часу. Він вважав, що китайці походять від Каїна, а також вірив, що «європейська раса» зрештою винищить усі інші раси. Він також вважав, що тільки «кавказькі» нащадки Адама були здатні створити цивілізацію, і він намагався пояснити існування численних не «кавказьких» цивілізацій, відносячи їх до зниклої «кавказької раси» — хамітів.
У 1875 році А. Лестер Гойл написав книгу «Преадаміт, або Хто спокусив Єву?». У своїй книзі він стверджував, що було створено п'ять різних рас, але лише п'ята раса, біла раса, батьком якої був Адам, була створена за образом і подобою Бога. Далі Хойл припустив, що Каїн був «дворняжним нащадком» Єви, яку спокусив «спокусливий монгол», з яким вона неодноразово зустрічалася, заклавши таким чином основу для білої расистської біотеології про те, що змішання рас було «гидотою».
Теїстичний еволюціоніст і геолог з Університету Вандербільта Александер Вінчелл у своєму трактаті «Адаміти та преадамити» 1878 року стверджував про доадамове походження людської раси, виходячи з того, що негри були надто нижчі за расою, щоб походити від біблійного Адама. Вінчелл також вважав, що закони еволюції діють відповідно до волі Бога.
У 1891 році Вільям Кемпбелл під псевдонімом «Кавказець» написав у книзі «Антропологія для людей: Спростування теорії Адамового походження всіх рас», що небілі народи не були нащадками Адама і тому «не були братами в будь-якому правильному розумінні цього терміну, але нижчими творіннями». Він також писав, що полігенізм був «єдиною теорією, сумісною зі священним писанням». Як і Пейн до нього, Кемпбелл розглядав Великий потоп як наслідок змішаних шлюбів між білими (адамічними) і небілими (доадамічними) народами.
У 1900 році Чарльз Керролл написав першу з двох своїх книг про доадамізм, «The Negro a Beast; або, За образом Бога», в якому він намагався відродити ідеї, які раніше висловив Бакнер Пейн, описуючи негра як буквальну мавпу, а не людину. У другій книзі, опублікованій у 1902 році, «Спокусник Єви», він висунув ідею про те, що змія насправді була чорною жінкою, а також теоретизував, що расове змішання є найбільшим з усіх гріхів. Керролл стверджував, що доадамітські раси не мали душі. Він вважав, що змішання рас є образою для Бога, оскільки воно псує Його расовий план створення.   
Шотландський мілленіаліст Джордж Дікісон написав Мозаїчну розповідь про створення, розгорнуту в книзі Буття, перевірену наукою в 1902 році. Книга змішала науку з науково вдосконаленим прочитанням Буття, а також перерахувала геологічні відкриття, які показали, що люди існували до створення Адама, і довели, що Земля була набагато старшою за 6000-річний проміжок адамової раси. Дікісон вітав наукові відкриття на основі скам'янілостей і палаонтологічних літописів і використовував їх як доказ доадамізму.   
Доктрина, відома як британський ізраїлізм, яка розвинулася в Англії в 19 столітті, також включала доадамічний світогляд, але доадамізм був позицією меншості. Модель розглядала доадамітів як расу нижчих тварин, які не походили від Адама, оскільки згідно з нею Адам був першою білою людиною і, отже, першим сином Бога. У розповіді Сатана спокушає Єву, і в результаті виходить гібридна істота Каїн. Згодом Каїн втікає до Східного Туркестану, щоб заснувати колонію послідовників, які мають намір реалізувати план диявола щодо панування на землі. Подальша розробка цього міфу передбачала ототожнення євреїв з ханаанеями, передбачуваними нащадками Каїна, але однойменним предком ханаанеїв був не Каїн, а Ханаан. З цього випливає, що якщо племена Юди повинні були одружуватися з нащадками Каїна, то євреї були нащадками Сатани і різноманітних небілих доадамових рас.
У Сполучених Штатах британський ізраїлізм розвинувся в антисемітський рух християнської ідентичності та доктрину зміїного змії. Проповідник ідентичності Конрад Ґаард писав, що змій був «польовим звіром», батьком Каїна, і оскільки Каїн одружився з доадаміткою, його нащадки були «гібридною расою». 

### Нерасистський преадамізм
Окультистка Пасхаль Беверлі Рендольф опублікувала книгу «Переадамітна людина: Демонстрація існування людської раси на Землі 100 000 тисяч років тому!» під псевдонімом Гріффін Лі в 1863 році. У книзі представлено переважно науковий погляд на доадамізм, спираючись на дані з лінгвістики, антропології, археології, палеонтології та стародавньої історії. Будучи полігеністкою, Рендольф стверджувала, що колір рас, особливо чорний, не є результатом клімату, а є доказом окремого, доадамітського походження.  
Доадамітської теорії також дотримувалися низка основних християн, таких як конгрегаційний євангеліст Рубен Арчер Торрі (1856—1928). Торрі вважав, що можна прийняти як еволюцію, так і непогрішність Біблії.
Арчер стверджував, що тільки Адам і його нащадки були наповнені диханням Бога і духовною природою, що відповідає самому Богу, і що все людство після Адама повинно було буквально походити від нього. Стосовно концепції доадамічних рас (наприклад, кроманьйонців), він каже: «Вони, можливо, були винищені Богом з невідомих причин до створення первісного батька нинішньої людської раси».
Згодом такі ідеї пропагували Кетрін Кулман і Дерек Принс серед п'ятидесятників, Джон Стотт серед англіканців, креаціоніст Старої Землі Г'ю Росс і комп'ютерний біолог Джошуа Свамідас.